# Ann Shulgin
Laura Ann Shulgin (född Gotlieb 22 mars 1931, död 9 juli 2022) var en amerikansk författare och hustru till kemisten Alexander Shulgin. Tillsammans skrev de PiHKAL och TiHKAL.

## Biografi
Laura Ann Gotlieb föddes i Wellington, Nya Zeeland, men växte upp i byn Opicina utanför den italienska staden Trieste. Senare i sin barndom bodde hon i USA, Kuba och Kanada. Hon studerade konst, utövade konst och arbetade som medicinsk transkriberare. Ann träffade Alexander ("Sasha") Shulgin 1978; de gifte sig den 4 juli 1981 på sin bakgård.
Hon arbetade som amatörterapeut med psykedeliska substanser som MDMA och 2C-B medan dessa fortfarande var lagliga. I sina skrifter betonade hon potentialen hos dessa droger ur ett jungianskt psykoanalytiskt perspektiv, såväl som deras användning i kombination med hypnoterapi. Hon framträdde ofta som talare vid konferenser och fortsatte att förespråka användning av psykedelika i terapeutiska sammanhang.